# (36074) 1999 RF58
1999 RF58 (asteroide 36074) é um asteroide da cintura principal. Possui uma excentricidade de 0.15667950 e uma inclinação de 3.52644º.
Este asteroide foi descoberto no dia 7 de setembro de 1999 por LINEAR em Socorro.